# كريبي (باد كاليه)
كريبي، باد كاليه (بالفرنسية: Crépy, Pas-de-Calais)‏ هي بلدية تقع في إقليم باد كاليه من منطقة نور با دو كاليه في شمال فرنسا. تبلغ مساحة هذه المدينة 6.91 (كم²)، وترتفع عن سطح البحر 124 م، يبلغ عدد سكانها 170 نسمة حسب إحصاء المعهد الوطني للإحصاء والدراسات الاقتصادية سنة 2009 م. وترأس Francis Hublart البلدية خلال فترة (2008-2014).